# Kościół św. Tomasza Apostoła w Ełku
Kościół Świętego Tomasza Apostoła w Ełku – rzymskokatolicki kościół parafialny należący do parafii pod tym samym wezwaniem (dekanat Ełk – Świętej Rodziny diecezji ełckiej).
Budowa Zespołu Sakralnego, czyli kościoła i budynków przykościelnych, plebanii i sal do spotkań duszpastersko-edukacyjno-kulturalnych rozpoczęła się w dniu 19 sierpnia 2009 roku. W dniu 24 grudnia 2012 roku została odprawiona pierwsza Msza Święta w nowym kościele.